# Cucujiformia
A Cucujiformia a rovarok (Insecta) osztályába, ezen belül a bogarak (Coleoptera) rendjébe és a mindenevő bogarak (Polyphaga) alrendjébe tartozó alrendág.

## Rendszerezés
Az alrendágba az alábbi öregcsaládok és családok tartoznak:
- Levélbogárszerűek (Chrysomeloidea)
  - Cincérfélék (Cerambycidae) (Latreille, 1802)
  - Levélbogárfélék (Chrysomelidae) (Latreille, 1802)
  - Disteniidae (Thomson, 1860)
  - Aknázóbogár-félék (Megalopodidae) (Latreille, 1802)
  - Barkabogárfélék (Orsodacnidae) (Thomson, 1859)
  - Oxypeltidae (Lacordaire, 1869)
  - Vesperidae (Mulsant, 1839)
- Szúfarkasszerűek (Cleroidea) (Latreille, 1802)
  - Acanthocnemidae (Crowson, 1964)
  - Chaetosomatidae (Crowson, 1952)
  - Szúfarkasfélék (Cleridae) (Latreille, 1802)
  - Mauroniscidae (Majer, 1995)
  - Sziklaibogár-félék (Melyridae) (Leach, 1815)
  - Metaxinidae (Kolibác, 2004)
  - Redősgombabogár-félék (Phloiophilidae) (Kiesenwetter, 1863)
  - Phycosecidae (Crowson, 1952)
  - Prionoceridae (Lacordaire, 1857)
  - Korongbogárfélék (Trogossitidae) (Latreille, 1802)

- Lapbogárszerűek (Cucujoidea)
  - Agapythidae (Sen Gupta & Crowson, 1969)
  - Álporvafélék (Biphyllidae) (LeConte, 1861)
  - Boganiidae (Sen Gupta & Crowson, 1966)
  - Málnabogárfélék (Byturidae) (Jacquelin du Val, 1858)
  - Cavognathidae (Sen Gupta & Crowson, 1966)
  - Penészbogárfélék (Cryptophagidae) (Kirby, 1937)
  - Lapbogárfélék (Cucujidae) (Latreille, 1802)
  - Cyclaxyridae (Klimaszewski & Watt, 1997)
  - Tarbogárfélék (Erotylidae) (Latreille, 1802)
  - Helotidae (Reitter, 1876)
  - Hobartiidae (Sen Gupta & Crowson, 1966)
  - Álfénybogárfélék (Kateretidae) (Erichson in Agassiz, 1846)
  - Szegélyeslapbogár-félék (Laemophloeidae) (Ganglbauer, 1899)
  - Lamingtoniidae (Sen Gupta & Crowson, 1966)
  - Törekbogárfélék (Monotomidae) (Laporte, 1840)
  - Myraboliidae (Lawrence and Britton, 1991)
  - Fénybogárfélék (Nitidulidae) (Latreille, 1802)
  - Passandridae (Erichson, 1845)
  - Kalászbogárfélék (Phalacridae) (Leach, 1815)
  - Mezgérfélék (Phloeostichidae) (Reitter, 1911)
  - Priasilphidae (Crowson, 1973)
  - Propalticidae (Crowson, 1952)
  - Protocucujidae (Crowson, 1954)
  - Fogasnyakúlapbogár-félék (Silvanidae) (Kirby, 1937)
  - Smicripidae (Horn, 1879)
  - Áltaplószúfélék (Sphindidae) (Jacquelin du Val, 1860)
  - Tasmosalpingidae (Lawrence & Britton, 1971)
- Katicabogár-szerűek (Coccinelloidea)
  - Akalyptoischiidae (Lord, Hartley, Lawrence, McHugh & Miller, 2010)
  - Gömböcálböde-félék (Alexiidae) (Imhoff, 1856)
  - Törpeálböde-félék (Anamorphidae) (Strohecker, 1953)
  - Lárvarontófélék (Bothrideridae) (Erichson, 1845)
  - Kéregbogárfélék (Cerylonidae) (Billberg, 1820)
  - Katicabogár-félék (Coccinellidae) (Latreille, 1807)
  - Pontbogárfélék (Corylophidae) (LeConte, 1852)
  - Discolomatidae (Horn, 1878)
  - Álbödefélék (Endomychidae) (Leach, 1815)
  - Eupsilobiidae (Casey, 1895)
  - Euxestidae (Grouvelle, 1908)
  - Pudvabogárfélék (Latridiidae) (Erichson, 1842)
  - Murmidiidae (Jacquelin du Val, 1858)
  - Törpeálböde-félék (Mycetaeidae) (Jacquelin du Val, 1857)
  - Humuszbogárfélék (Teredidae) (Seidlitz, 1888)
- Ormányosbogár-szerűek (Curculionoidea)
  - Orrosbogárfélék (Anthribidae)
  - Eszelényfélék (Attelabidae )
  - Belidae
  - Pálcaormányos-félék (Brentidae)
  - Caridae
  - Ormányosbogár-félék (Curculionidae)
  - Áleszelényfélék (Nemonychidae)
- Farontóbogár-szerűek (Lymexyloidea)
  - Farontóbogár-félék (Lymexylidae)
- Gyászbogárszerűek (Tenebrionoidea) (Latreille, 1802)
  - Korhóbogárfélék (Aderidae) (Winkler, 1927)
  - Fürgebogárfélék (Anthicidae) (Latreille, 1819)
  - Archeocrypticidae (Kaszab, 1964)
  - Fenyőkéregbogár-félék (Boridae) (C. G. Thomson, 1859)
  - Chalcodryidae (Watt, 1974)
  - Taplószúfélék (Ciidae) (Leach in Samouelle, 1819)
  - Ischaliidae (Blair, 1920)
  - Komorkafélék (Melandryidae) (Leach, 1815)
  - Hólyaghúzófélék (Meloidae) (Gyllenhal, 1810)
  - Marókafélék (Mordellidae) (Latreille, 1802)
  - Gombabogárfélék (Mycetophagidae) (Leach, 1815)
  - Álzsizsikfélék (Mycteridae) (Blanchard, 1845)
  - Álcincérfélék (Oedemeridae) (Latreille, 1810)
  - Perimylopidae (St. George, 1939)
  - Fogasállúbogár-félék (Prostomidae) (C. G. Thomson, 1859)
  - Pterogeniidae (Crowson, 1953)
  - Bíborbogárfélék (Pyrochroidae) (Latreille, 1807)
  - Sárkánybogárfélék (Pythidae) (Solier, 1834)
  - Darázsbogárfélék (Ripiphoridae) (Gemminger and Harold, 1870)
  - Álormányosbogár-félék (Salpingidae) (Leach, 1815)
  - Cérnanyakúbogár-félék (Scraptiidae) (Mulsant, 1856)
  - Stenotrachelidae (C. G. Thomson, 1859)
  - Synchroidae (Lacordaire, 1859)
  - Gyászbogárfélék (Tenebrionidae) (Latreille, 1802)
  - Álkomorkafélék (Tetratomidae) (Billberg, 1820)
  - Trachelostenidae (Lacordaire, 1859)
  - Trictenotomidae (Blanchard, 1845)
  - Ulodidae (Pascoe, 1869)
  - Héjbogárfélék (Zopheridae) (Solier, 1834)
  - családon kívül egy nem: Rhizonium (Sharp, 1876)